# Talis pulcherrimus
Talis pulcherrimus is een vlinder uit de familie grasmotten (Crambidae). De wetenschappelijke naam is voor het eerst geldig gepubliceerd in 1870 door Staudinger.
De soort komt voor in Europa.